# Myachi
Das Myachi ist ein buntes, mit Sand gefülltes Säckchen etwa in der Größe eines Schlüsseletuis, mit dem man das gleichnamige Geschicklichkeitsspiel spielt.
Man wirft das Säckchen in die Luft, um es dann mit dem Handrücken oder den Füßen aufzufangen und wieder hochzuwerfen. Ziel ist, das Myachi so lange wie möglich in der Luft zu halten. Myachi kann alleine oder in einer Gruppe gespielt werden.
Die Bewegungen sind fließend, der ganze Körper wird mit runden und gesunden Bewegungsabläufen konfrontiert. Aus diesem Grund wird das Myachi häufig im Therapiebereich, zum Beispiel bei Teilleistungsschwächen und Motorikproblemen, eingesetzt. Zusätzlich trainiert der Sport durch die übergreifenden Bewegungen beide Gehirnhälften des Spielers.